# 小野耕世
小野 耕世（おの こうせい、1939年11月28日 - ）は、日本の映画評論家、漫画評論家、海外コミック翻訳家、海外コミック・アニメーション研究家。
アメリカンコミックス紹介で、KOSEIというペンネームを使っていたことがある。 
日本における海外コミックの翻訳出版および研究、紹介の第一人者。元NHK職員。日本マンガ学会理事をへて3代目会長。日本漫画家協会会員（参与）。
熱気球パイロットのライセンスを持っており、日本気球連盟会員。
父は漫画家の小野佐世男。

## 人物・経歴
東京市世田谷区代田に生まれるが、自宅が空襲にあい、埼玉県指扇（さしおうぎ）の母方の親戚宅に疎開する。戦中にインドネシアに渡っていた父の小野佐世男が1946年5月末に帰国し、世田谷・北沢の父の姉の家に家族で転居する。1年後に世田谷代田に転居し、小学3年生の途中で成城学園初等科に転校する。手塚治虫とアメコミと映画に熱中して育つ。1954年、父が急死する。
成城学園初等学校、成城学園中学校卒業。東京学芸大学附属高校に入学したが、1学期で東京都立新宿高等学校に編入して、同校を卒業。国際基督教大学教養学部人文科学科卒業。のちの考古学者・小山修三は大学時代の親友。
NHKに入局。在職中『SFマガジン』に「SFコミックスの世界」を連載するなど、世界各国の漫画の紹介に力を注いだ。
1973年、同じくNHKのディレクターだった龍村仁（現ドキュメンタリー監督）と共にATGで矢沢永吉などが所属していたバンドキャロルのドキュメンタリー映画『キャロル』を制作（小野は脚本を担当した）。結果、龍村と共にNHKを解雇され、解雇を無効として裁判まで行った。
以後、映画評論、漫画研究で活躍することとなった。世界各国でのコミック研究では、ヒーロー物の「アメコミ」から、ロバート・クラムのようなアンダーグラウンド・コミックス、アート・スピーゲルマンのようなグラフィック・ノベル、ヨーロッパのアート系コミックス、他にアジア諸国のマンガまで、幅広くカバーする。また、それから派生したアニメーションについても研究している。
他に、多くの海外コミック作品の翻訳を行っており、また頻繁に海外を訪れ、世界各国のコミック作家たちと交流している。国士舘大学21世紀アジア学部客員教授をつとめた。
長年の世界各国コミックの日本への翻訳出版、紹介と評論活動が認められ、2006年、第10回手塚治虫文化賞特別賞を受賞している。また、2014年、第18回文化庁メディア芸術祭功労賞受賞。
一方で、日本SFの創世期からSF小説の創作活動も行っており、1961年の第1回空想科学小説コンテストで奨励賞を受賞している。SF同人誌「宇宙塵」にも参加した。SF小説集である『銀河連邦のクリスマス』も刊行している。
日本SF作家クラブ会員だったが、2013年、他のベテランSF作家らとともに名誉会員になった。だが2023年4月現在は、会員名簿に名前がない。

## 著書
- 『バットマンになりたい - 小野耕世のコミックス世界』（晶文社） 1974
- 『ぼくの映画オモチャ箱』（晶文社） 1976
- 『銀河連邦のクリスマス』（晶文社） 1978
- 『スーパーマンが飛ぶ』（晶文社） 1979
- 『アイスクリーム戦争』（TBSブリタニカ） 1981
- 『地球儀に乗ったネコ - 耕世のコミックスワールド』（冬樹社） 1982
- 『ドナルド・ダックの世界像 - ディズニーにみるアメリカの夢』（中公新書） 1983
- 『いまアジアが面白い - マンガ・映画・アニメーション』（晶文社） 1983
- 『マンガがバイブル』（新潮社） 1984
- 『シネランドへおいでよ』（講談社） 1985
- 『中国のアニメーション - 中国美術電影発展史』（平凡社） 1987
- 『手塚治虫 - マンガの宇宙へ旅立つ』（ブロンズ新社） 1989
- 『アジアのマンガ』（大修館書店） 1993
- 『日本名作漫画館解説 SF編 2』（名著刊行会） 1997
- 『アメリカン・コミックス大全』（晶文社） 2005
- 『世界のアニメーション作家たち』（人文書院） 2006
- 『世界コミックスの想像力 グラフィック・ノヴェルの冒険』（青土社） 2011
- 『長編マンガの先駆者たち 田河水泡から手塚治虫まで』（岩波書店） 2017

## 共編著
- 『SF探検』（前田真一, 中子真治共著、学習研究社） 1978
- 『SFと宇宙』（大林辰蔵共著、福武書店） 1983
- 『アメリカンコミックス最前線』（小田切博共編、トランスアート、別冊本とコンピュータ6） 2003
- 『「ガロ」という時代 : 創刊50周年記念』（青林堂編、共著、青林堂） 2014
- 『アメコミ映画40年戦記 - いかにしてアメリカのヒーローは日本を制覇したか』（池田敏他共著、洋泉社、映画秘宝セレクション)  2017
- 『別冊映画秘宝 アメコミ映画完全ガイド2018』（光岡三ツ子他共著、洋泉社MOOK） 2018

## 海外コミックスの翻訳
- 『それゆけ! ジギー』（トム・ウィルソン、講談社） 1976
- 『ようこそジギーワールドへ』（トム・ウィルソン、講談社） 1976
- 『ちょっとセクシーベティちゃん』（マックス・フライシャー原作、講談社インターナショナル） 1976
- 『はあいベティちゃんでーす』（マックス・フライシャー原作、講談社インターナショナル） 1976
- 『ポパイ・ザ・セイラーマン』（バッド・サゲンドルフ、講談社） 1976
- 『ポパイはオリーブに首ったけ』（バッド・サゲンドルフ、講談社） 1976
- 『夢の国のリトル・ニモ』（ウィンザー・マッケイ、パルコ出版） 1976
- 『フリッツ・ザ・キャット』（ロバート・クラム、すばる書房） 1977
- 『宇宙からきたネコ』（テッド・ケイ、TBSブリタニカ） 1979
- 『ニワトリが道にとびだしたら』（デビッド・マコーレイ、岩波書店） 1988
- 『サンドマン 夢の狩人 - ドリームハンター』（ニール・ゲイマン、夢枕獏共訳、インターブックス） 2000
- 『消えたタワーの影のなかで』（アート・スピーゲルマン、岩波書店） 2005
- 『パレスチナ』（ジョー・サッコ、いそっぷ社） 2007
  - 『パレスチナ 特別増補版』（ジョー・サッコ、いそっぷ社） 2023
- 『皺』（パコ・ロカ、高木菜々共訳、小学館プロダクション） 2011
- 『リトル・ニモ 1905 - 1914』（ウィンザー・マッケイ、小学館集英社プロダクション） 2014
- 『フリッツ・ザ・キャット コンプリート』（復刊ドットコム） 2016
- 『マーベルマスターワークス:アメイジング・スパイダーマン (MARVEL)』（スタン・リー著、スティーブ・ディッコイラスト、ヴィレッジブックス） 2017
- 『家』（パコ・ロカ、高木菜々共訳、小学館集英社プロダクション） 2018

### 光文社マーベルコミックス
- 『スパイダーマン』1 - 8（監修・訳、光文社） 1978
- 『ファンタスティック・フォー』1 - 4（監修・訳、光文社） 1978
- 『マイティー・ソー』1 - 2（監修・訳、光文社） 1978
- 『キャプテン・アメリカ』1 - 4（監修・訳、光文社） 1978
- 『ハルク』1 - 3（監修・訳、光文社） 1979
- 『シルバーサーファー』1 - 2（監修・訳、光文社） 1979
- 『ミズ・マーベル』（監修・訳、光文社） 1979

### 「マウス」
- 『マウス アウシュヴィッツを生きのびた父親の物語』（晶文社、アート・スピーゲルマン） 1991
- 『マウス2 アウシュヴィッツを生きのびた父親の物語2』（晶文社、アート・スピーゲルマン） 1994
- 『完全版 マウス――アウシュヴィッツを生きのびた父親の物語』（アート・スピーゲルマン、パンローリング株式会社、フェニックスシリーズ)　2020

### 「ボーン」
- 『ボーン1（三人の旅立ち）』（ジェフ・スミス、晶文社） 1998
- 『ボーン2（グレート・カウレース）』（ジェフ・スミス、晶文社） 1998
- 『ボーン3（嵐のさなかで）』（ジェフ・スミス、晶文社） 1999

## その他の翻訳
- 『コミック日米摩擦』（ ローレンス・H・ビーゲルセン&ジョン・F・ニューファー編著、講談社） 1992
- 『ゴジラとは何か』（ピーター・ミュソッフ、講談社） 1998
- 『タンタンの冒険 その夢と現実』（マイクル・ファー、サンライズライセンシングカンパニー） 2002
- 『有害コミック撲滅! - アメリカを変えた50年代「悪書」狩り』（デヴィッド・ハジュー、中山ゆかり共訳、岩波書店） 2012